# Eleição municipal de Marília em 2020
A eleição municipal de Marília em 2020 ocorreu no dia 15 de novembro, concluída em primeiro turno, tendo como vencedor o então candidato a reeleição Daniel Alonso. Esta cidade paulista tinha 178.917 eleitores totais, os quais 53.185 se abstiveram da votação, sobrando assim 125.732 eleitores que neste dia votaram para definir o seu prefeito e os seus 13 vereadores.

## Candidatos
| Nº | Nome                   | Partido | Vice                 | Coligação | Votos           |
| -- | ---------------------- | ------- | -------------------- | --- | --------------- |
| 12 | Adão Brito             | PDT     | Hélio Mariano (PDT)  | Sem coligação                                                                                                 | 787 (0,72%)     |
| 13 | Profº Juvenal          | PT      | Pedro Alves (PT)     | Sem coligação                                                                                                 | 1.336 (1,22%)   |
| 17 | Regiane Mello          | PSL     | (PSL)                | Sem coligação                                                                                                 | 1.179 (1,08%)   |
| 19 | Camarinha              | PODE    | Paulo Alves (PP)     | "Reconstruir Marília" - PODE - PP - Republicanos - PSC - DEM - PSB - Solidariedade - PROS - Patriota - Avante | 35.006 (32,6%)  |
| 28 | Juliano da Campestre   | PRTB    | Coraini (PTB)        | "EnDireita Marília" - PRTB - PTB                                                                              | 8.464 (7,75%)   |
| 43 | Capitão Eliton         | PV      | Laerte Benendo (PV)  | Sem coligação                                                                                                 | 1.732 (1,59%)   |
| 45 | Daniel Alonso (Eleito) | PSDB    | Cícero do Ceasa (PL) | "Pra Frente Marília" - PSDB - PL - PTC - PSD                                                                  | 55.060 (50,47%) |
| 50 | Nayara Manzini         | PSOL    | André Lisque (PSOL)  | Sem coligação                                                                                                 | 5.498 (5,04%)   |
| 29 | Lilian Miranda         | PCO     | Luciana Gomes (PCO)  | Sem coligação                                                                                                 | 122 (0,11%)     |

## Vereadores Eleitos
Haviam 330 candidatos a cargo de vereador, cujas vagas disponíveis eram somente 13 , sendo que 6 deles já estavam no cargo. 
| Nome                                  | Partido      | Votos         |
| ------------------------------------- | ------------ | ------------- |
| Rogério Roberto da Graç               | PP           | 2.864 (2,65%) |
| Marcos Santana Rezende                | PSD          | 2.846 (2,64%) |
| Evandro de Oliveira Galete            | PSDB         | 2.655 (2,46%) |
| Elio Eiji Ajeka                       | PP           | 2.359 (2,19%) |
| Eduardo Duarte do Nascimento          | PSDB         | 2.318 (2,15%) |
| Marcos José Custodio                  | Podemos      | 2.130 (1,97%) |
| Vania Ramos dos Santos                | Republicanos | 2.032 (1,88%) |
| Silvia Daniela Domingos D Avila Alves | PL           | 1.898 (1,76%) |
| Luis Eduardo Nardi                    | Podemos      | 1.855 (1,72%) |
| Antônio Ferreira de Junior Moraes     | PL           | 1.847 (1,71%) |
| Ivan Itamar da Silva                  | PSB          | 1.606 (1,49%) |
| Danilo Augusto Bigeschi               | PSB          | 1.604 (1,49%) |
| Oswald Junior Vanin Féfin             | PSL          | 1.586 (1,47%) |